# Partido político zoado
Partidos políticos zoados são um tipo de partido político criado como proposta de entretenimento ou sátira política. Este tipo de partido pode ter ou não ideais sérios para guiar suas atividades. Exemplos desse tipo de partido incluem o Official Monster Raving Loony Party no Reino Unido, Die PARTEI na Alemanha, o McGillicuddy Serious Party (extinto) e Bill and Ben Party na Nova Zelândia.

## Políticas e objetivos
Tipicamente, partidos zoados promovem propostas políticas que beiram o absurdo. Por exemplo, o Monster Raving Loony Party propõe pintar de azul os penhascos brancos de Dover, criando assim um tipo de camuflagem, além de que o número 13 deveria ser abolido devido a sua "impopularidade de longa data". O McGillicuddy Serious Party convidava leitores do seu manifesto para escrever suas próprias idéias políticas, tomando por base que os integrantes do partido, sendo políticos, não iriam cumpri-las de qualquer maneira.
Os objetivos dos partidos zoados, entretanto, podem ser mais complexos do que as políticas indicam. Muitos partidos foram formados como proposta de entretenimento, com pessoas participando porque achavam engraçado. Outros partidos, no entanto, tinham metas mais sérias, embora pretendendo se opor aos modos irritados e ranzinzas da política tradicional. O Swedish Ezenhemmer Plastic Bags and Child Rearing Utensils Party descreve a si mesmo desse jeito, dizendo que se as pessoas fossem "um pouco mais alegres e divertidas ao invés de se engajarem em disputas com seus oponentes", o mundo seria um lugar melhor. Outros partidos usam o humor (particularmente satírico) para criticar e atacar o sistema político vigente.

## Apoios
A mais óbvia razão para uma pessoa apoiar politicamente um partido zoado é o fato de ela gostar de humor. Existem, entretanto, outros argumentos avançados a favor desses partidos políticos. Alguns apoiadores dizem que esses partidos fazem um importante serviço público, garantindo que as pessoas não levem os políticos muito a sério. Esses partidos também recebem o voto de pessoas desiludidas com o processo político, e que portanto, pensam que nenhum dos partidos convencionais merece seu voto. Isto é, algumas vezes, encorajado diretamente : o McGillicuddy Serious advertia que ele era "uma forma divertida de gastar o voto". Alguns eleitores sentiam que votar num partido político era uma forma útil de voto de protesto. Tomma Talande Stolar (Cadeira de Voz Vazia) na Suécia foi formado com o objetivo de conquistar uma cadeira no parlamento para deixá-la vazia.
Na maioria das vezes, esses partidos não conseguem cadeiras, embora haja um número consideráveis de exceções. O  Polish Beer-Lovers' Party foi provavelmente o mais bem sucedido partido zoado, conseguindo dezesseis cadeiras na Sejm (3.5% do total) nas eleições de 1991
Outros partidos, como o Monster Raving Loony Party, conseguiram cadeiras nos conselhos locais. Mesmo quando não ganhavam, entretanto, esses partidos costumam pontuar melhor nas eleições do que partidos considerados sérios, causando consideráveis constrangimentos.

## Controvérsia
Partidos zuados as vezes atraem críticas consideráveis dos outros partidos. Os oponentes reclamam que estes promovem uma zombaria de um importante processo público, e assim minam o prestígio do sistema democrático. os integrantes dos partidos zuados, ressaltam (implicitamente à sua própria existência) que o sistema eleitoral já é uma piada e que qualquer dano ao "sistema democrático" já foi infligido pelos chamados "elementos sérios" dos outros partidos. Outros argumentam que a sátira é uma alta forma de discussão política. Em países nos quais os partidos políticos recebem fundos eleitorais do Estado, os partidos zoados também são acusados de gastar o dinheiro dos impostos. Em resposta, os membros desses partidos dizem que eles não gastam mais dinheiro do que qualquer outro partido.